# أرواناوات
الأرواناوات (الاسم العلمي: Osteoglossinae) هي أسرة من الأسماك تتبع فصيلة عظمية اللسان من رتبة عظميات اللسان.

## أجناس
- الأروانا
- (الاسم العلمي:Scleropages)

### أجناس منقرضة
- (الاسم العلمي:†Brychaetus)
- (الاسم العلمي:†Cretophareodus)
- (الاسم العلمي:†Phareodus)
- (الاسم العلمي:†Singida)